# Clubiona filicata
Clubiona filicata es una especie de araña araneomorfa del género Clubiona, familia Clubionidae. Fue descrita científicamente por O. Pickard-Cambridge en 1874.
Habita en Pakistán, India, Bangladés, Myanmar, Tailandia, Laos, China y Taiwán.